# Föreningen Egna Hem
Föreningen Egna Hem var den första egnahemsföreningen i Sverige och en pionjärorganisation i den svenska egnahemsrörelsen.

## Historia

### Bildande
Föreningen grundades 7 augusti 1892 vid Karlströms bruk i Kristbergs socken och dåvarande Kristbergs landskommun, nuvarande Motala kommun, Östergötlands län. Samtidigt bildades den första lokalavdelningen eller filialen, nr 1 Karlsby. Tolv personer tecknade sig vid mötet i Karlström för andelar i föreningen. Av dem var åtta från Karlsby, två från Motala Verkstad, en från Degerön och en från södra delen av Kristbergs socken (initiativtagaren själv).   
Initiativtagare var kakelugnsmakaren Frans Wilhelm Johansson, född 1851 i Vårdsbergs socken, sydost om Linköping. Ett par år tidigare (1890) hade denne gjort ett mer eller mindre misslyckat försök att bilda en Jordbruksförening vid De Geersfors bruk i Godegårds socken, strax norr om Kristbergs socken. Den filial till denna förening som 1892 bildades vid gården Skalleby i Kristberg upplöstes året därpå, varvid flera medlemmar anslöt sig till Föreningen Egna Hem.   
År 1893 öppnade Föreningen Egna Hem en expedition i Motala stad, som blev föreningens säte.

### Första och största egnahemsföreningen i Sverige
Föreningen Egna Hem är inte bara den första egnahemsföreningen i Sverige. Den blev  också bli den största. År 1893 grundades flera filialer i Motala: nr 2 Motala, nr 3 Motala Verkstad och nr 4 Motala Ström. Sedan följde i snabb takt ett stort antal filialer på andra platser i landet. Sammanlagt inköpte föreningen 31 egendomar för styckning till egnahem, bland annat Ekholmen söder om Linköping, Lundby utanför Mjölby och Råssnäs i Motala. Föreningen anlade egnahemsområden också i bland annat Norrköping, Eskilstuna, Hallsberg och Örebro, bland annat Rosta Egna Hem (Örebro).
Ekholmen förvärvades 1901 av föreningen och styckades upp i 72 småbruksfastigheter, 31 bostadsegnahem och en fastighet med kvarn. Flera av dem som bosatte sig i de nya bostadsegnahemmen i Ekholmen var återvändande svenskamerikaner, huvudsakligen hantverkare. Det kan erinras om att ett av motiven bakom egnahemsrörelsen var att motverka att emigration till bland annat USA antog alltför stor omfattning.

### Brånshult
Föreningen Egna Hem i Motala (FEM) inköpte 1895 lantegendomen Brånshult i södra delen av Kristbergs socken och lät omvandla denna till ett av Sveriges första områden med småbruksegnahem.

## F.W. Johansson
Föreningens eldsjäl och mångårige ledare och kassör Frans Wilhelm Johansson utsågs av jordbruksminister Alfred Petersson i Påboda som sakkunnig i den nämnd som fick i uppdrag att omarbeta bestämmelserna för statens egnahemslån. Johansson drog sig 1917 tillbaka efter 25 års arbete i föreningens tjänst och avled 1922, trettio år efter föreningens instiftande. År 1980 upphörde föreningen med verksamheten. 

## Egna Hems Låneförmedlingsförening
Den 1904 inrättade statliga egnahemslånefonden kom föreningens småbrukare och egnahemsbyggare till del genom hushållningssällskapen, som åren 1905–1907 förmedlade flera egnahemslån till föreningens fastigheter, i första hand åt småbruksegnahemmen. För att effektivisera låneverksamheten bildade föreningen 1907 Egna Hems Låneförmedlingsförening i Motala som själv kunde erhålla och förmedla de statliga lånen. Under åren 1908–1948 beviljade föreningen 524 jordbrukslån och 713 bostadslån.